# Hesperolabops
Hesperolabops is een geslacht van wantsen uit de familie van de Miridae (Blindwantsen). Het geslacht werd voor het eerst wetenschappelijk beschreven door Kirkaldy in 1902.

## Soorten
Het genus bevat de volgende soorten:

- Hesperolabops cereus Schaffner & Carvalho, 1981
- Hesperolabops gelastops Kirkaldy, 1902
- Hesperolabops mexica Froeschner, 1967
- Hesperolabops murrayi Schaffner & Carvalho, 1981
- Hesperolabops nigriceps Reuter, 1908
- Hesperolabops periscopis Knight, 1928
- Hesperolabops sanguineus Reuter, 1908
- Hesperolabops spinosus Carvalho, 1984
- Hesperolabops zapotitlanensis Schaffner & Carvalho, 1981